# Spin-½
Na mecânica quântica, o spin é uma propriedade intrínseca de todas as partículas elementares. Os férmions têm spin semi-inteiro e partículas de spin-½ constituem um subconjunto importante de tais férmions. Todos os férmions elementares conhecidos têm spin-½. O estado quântico de uma partícula de spin-½ pode ser descrito por um vetor de valores complexos com dois componentes chamados de espinores.

## Descrição matemática
O estado quântico de uma partícula de spin-½ pode ser descrito por um vetor de valor complexo com dois componentes chamados: um espinor. Estados observáveis das partículas são então encontrada pelos spin operadores, Sx, Sy e Sz, e o spin operador total, "S". Quando os espinores são usados para descrever os estados quânticos, os três spins operadores  (Sx, Sy e Sz), podem ser descritos por matrizes 2x2 chamada matrizes de Pauli cujos autovalores são ±ħ⁄2.
Por exemplo, a projeção do operador de spin Sz afeta uma medição da rotação na direção z.
{\displaystyle S_{z}={\frac {\hbar }{2}}\sigma _{z}={\frac {\hbar }{2}}{\begin{bmatrix}1&0\\0&-1\end{bmatrix}}}
Os dois autovalores de Sz, ±ħ⁄2, então correspondem aos seguintes auto espinores:
{\displaystyle \chi _{+}={\begin{bmatrix}1\\0\end{bmatrix}}=\left\vert {s_{z}=+\textstyle {\frac {1}{2}}}\right\rangle =|{\uparrow }\rangle =|0\rangle }
{\displaystyle \chi _{-}={\begin{bmatrix}0\\1\end{bmatrix}}=\left\vert {s_{z}=-\textstyle {\frac {1}{2}}}\right\rangle =|{\downarrow }\rangle =|1\rangle .}
Esses vetores formam uma base completa para o espaço de Hilbert descrevendo a partícula spin-½. Assim, combinações lineares destes dois estados podem representar todos os possíveis estados do spin, inclusive na direções x e y.
Os operadores escada são:
{\displaystyle S_{+}=\hbar {\begin{bmatrix}0&1\\0&0\end{bmatrix}},S_{-}=\hbar {\begin{bmatrix}0&0\\1&0\end{bmatrix}}}
Desde de que S±=Sx±iSy, Sx=1⁄2(S++S-), e Sy=1⁄2i(S+-S-). Então:
{\displaystyle S_{x}={\frac {\hbar }{2}}\sigma _{x}={\frac {\hbar }{2}}{\begin{bmatrix}0&1\\1&0\end{bmatrix}}}
{\displaystyle S_{y}={\frac {\hbar }{2}}\sigma _{y}={\frac {\hbar }{2}}{\begin{bmatrix}0&-i\\i&0\end{bmatrix}}}
Seus auto-espinores normalizados podem ser encontrados na forma habitual. Para Sx, eles são:
{\displaystyle \chi _{+}^{(x)}={\frac {1}{\sqrt {2}}}{\begin{bmatrix}1\\1\end{bmatrix}}=\left\vert {s_{x}=+\textstyle {\frac {1}{2}}}\right\rangle }
{\displaystyle \chi _{-}^{(x)}={\frac {1}{\sqrt {2}}}{\begin{bmatrix}1\\-1\end{bmatrix}}=\left\vert {s_{x}=-\textstyle {\frac {1}{2}}}\right\rangle }
Para Sy, eles são:
{\displaystyle \chi _{+}^{(y)}={\frac {1}{\sqrt {2}}}{\begin{bmatrix}1\\i\end{bmatrix}}=\left\vert {s_{y}=+\textstyle {\frac {1}{2}}}\right\rangle }
{\displaystyle \chi _{-}^{(y)}={\frac {1}{\sqrt {2}}}{\begin{bmatrix}1\\-i\end{bmatrix}}=\left\vert {s_{y}=-\textstyle {\frac {1}{2}}}\right\rangle }